# Kamerunische Fußballnationalmannschaft der Frauen/Olympische Spiele
Der Artikel beinhaltet eine ausführliche Darstellung der kamerunischen Fußballnationalmannschaft der Frauen bei den Olympischen Sommerspielen. Kamerun konnte nur an einem der bisher sechs Turniere der Frauen bei den Olympischen Spielen teilnehmen und schied dabei in der Gruppenphase aus.

## Die Nationalmannschaft bei den Olympischen Spielen

### Übersicht
| Olympische Spiele in | Teilnahme bis …    | Gegner                         | Ergebnis | Trainer/in       | Bemerkungen und Besonderheiten |
| -------------------- | ------------------ | ------------------------------ | -------- | ---------------- | --- |
| Atlanta 1996         | zurückgezogen      |                                | –        |                  | Durch den Rückzug von der Afrikameisterschaft 1995, die als Qualifikation für die WM 1995 galt, konnte sich Kamerun nicht qualifizieren. |
| Sydney 2000          | nicht qualifiziert |                                |          |                  | Als Vierter der Afrikameisterschaft 1998 nicht für die WM 1999 qualifiziert, daher keine Möglichkeit zur Qualifikation.                  |
| Athen 2004           | nicht teilgenommen |                                |          |                  | |
| Peking 2008          | nicht teilgenommen |                                |          |                  | |
| London 2012          | Vorrunde           | Brasilien, Team GB, Neuseeland | –        | Carl Enow Ngachu | In der Qualifikation Nigeria ausgeschaltet                                                                                               |
| Rio de Janeiro 2016  | nicht qualifiziert |                                |          |                  | In der Qualifikation an Simbabwe gescheitert, das sich damit erstmals qualifizieren konnte.                                              |
| Tokio 2021           | nicht qualifiziert |                                |          |                  | In den interkontinentalen Play-offs der Qualifikation an Chile gescheitert, das sich damit erstmals qualifizieren konnte.                |
| Paris 2024           | nicht qualifiziert |                                |          |                  | In der dritten Qualifikationsrunde an Nigeria gescheitert.                                                                               |

## Die Turniere

### Olympia 1996 in Atlanta
Für das erste olympische Fußballturnier der Frauen waren neben Gastgeber USA nur die weiteren sieben besten Mannschaften der WM 1995 bzw. Brasilien für die nicht startberechtigten Engländerinnen qualifiziert. Da Kamerun seine Meldung zur Afrikameisterschaft 1995 zurückzog, die als Qualifikation für die WM diente, konnte sich die Mannschaft auch nicht für die Olympischen Spiele qualifizieren.

### Olympia 2000 in Sydney
1998 nahm Kamerun dann zwar an der Afrikameisterschaft 1998 teil, belegte dort aber nur den vierten Platz und war damit nicht für WM 1999 qualifiziert. Da sich neben Gastgeber Australien nur die sieben besten Mannschaften der WM für das zweite olympische Turnier qualifizieren konnten, war Kamerun auch in Australien nicht dabei.

### Olympia 2004 in Athen
Für das dritte olympische Frauenfußballturnier wurden den Kontinentalverbänden Startplätze zugeteilt, die diese in speziellen Qualifikationen verteilten. Kamerun nahm aber nicht an der afrikanischen Qualifikation teil.

### Olympia 2008 in Peking
Auch vier Jahre später verzichtete Kamerun auf die Teilnahme an der Qualifikation.

### Olympia 2012 in London
Die Teilnahme am Turnier in London war dann eine große Überraschung. Kamerun musste erst in der zweiten Runde der Afrika-Qualifikation eingreifen und gewann gegen Mali mit 5:0 und 1:0. In der dritten Runde trafen sie auf Äquatorialguinea, das ein Jahr zuvor an der WM teilgenommen hatte und erreichten im Heimspiel nur ein 0:0. Im Rückspiel verloren sie mit 0:2. Da aber Äquatorialguinea die Spielerin Jade Boho eingesetzt hatte, die zuvor schon für Spanien gespielt hatte, wurde Äquatorialguinea disqualifiziert. In der finalen Runde trafen sie dann auf Afrikameister Nigeria und nachdem beide ihre Heimspiele mit 2:1 gewonnen hatten, kam es zum Elfmeterschießen, das Kamerun mit 4:3 gewann. Die Frauen aus Kamerun hatten sich damit erstmals für ein interkontinentales Turnier qualifiziert.
Beim Turnier im Vereinigten Königreich trafen sie im ersten Spiel auf Brasilien und verloren mit 0:5. Gegen das Team GB des Gastgebers, das aus einer eigens für dieses Turnier zusammengestellten Mannschaft aus englischen und wenigen schottischen Spielerinnen bestand, folgte dann eine 0:3-Niederlage und auch das letzte Spiel gegen Neuseeland wurde mit 1:3 verloren. Immerhin gelang Gabrielle Onguéné der Ehrentreffer zum 1:3. Als Gruppenletzte schieden sie aus.

### Olympia 2016 in Rio de Janeiro
Für das Turnier in Rio de Janeiro konnte sich Kamerun dann nicht qualifizieren. Bei einem wieder über vier Runden laufenden Turnier hatten sie ein Freilos in der ersten Runde und profitierten in der zweiten Runde vom Rückzug Liberias. In der dritten Runde erreichten sie im Heimspiel gegen Ghana nur ein 1:1. Da das Rückspiel 2:2 endete erreichten sie aber aufgrund der Auswärtstorregel die finale Runde. Hier gewannen sie das Hinspiel gegen Simbabwe mit 2:1, verloren aber das Rückspiel mit 0:1 und diesmal sprach die Auswärtstorregel gegen sie, so dass sich Simbabwe erstmals für ein interkontinentales Fußballturnier der Frauen qualifizieren konnte.

### Olympia 2021 in Tokio
Für das Turnier in Tokio, das wegen der COVID-19-Pandemie um ein Jahr verschoben wurde, konnte sich Kamerun wieder nicht qualifizieren. Bei der diesmal über fünf Runden laufenden Qualifikation der afrikanischen Mannschaften hatten sie ein Freilos in der ersten Runde und profitierten in der zweiten Runde von der Auswärtstorregel, denn nach einem 1:1 in Äthiopien reichte ein torloses Remis im Heimspiel. In der dritten Runde gewannen sie im Heimspiel gegen die Demokratische Republik Kongo mit 2:0 und konnten das 1:2 im Rückspiel verkraften. In der vierten Runde endete das Hinspiel gegen die Elfenbeinküste torlos. Das Rückspiel konnte daheim mit 2:1 gewonnen werden. In der fünften Runde gewannen sie daheim mit 3:2 gegen Sambia, verloren aber das Rückspiel mit 1:2. Diesmal sprach die Auswärtstorregel gegen sie, so dass sich Sambia erstmals für ein interkontinentales Fußballturnier der Frauen qualifizieren konnte. Kamerun hatte aber noch die Chance sich in den interkontinentalen Play-offs gegen Chile zu qualifizieren. Diese wurden wegen der Pandemie erst im April und im türkischen Side ausgetragen. Nach einem 1:2 im ersten Spiel trennten sie sich im zweiten Spiel torlos, so dass die Chileninnen sich erstmals für die Olympischen Spiele qualifizierten, Kamerun aber wie 2016 nicht dabei ist.

### Olympia 2024 in Paris
In der Qualifikation für einen der beiden afrikanischen Plätze musste Kamerun erst in der zweiten Runde antreten und konnte nach einem 0:2 in Uganda das Rückspiel mit 3:0 n. V. gewinnen. In der dritten Runde gegen Nigeria reichte ein torloses Remis im Heimspiel nicht, da das Rückspiel mit 0:1 verloren wurde. Nigeria konnte dann auch die vierte Runde mit nur einem Tor gewinnen und sich für Paris qualifizieren.

## Statistiken

### Bilanz gegen die Olympiasieger bei Olympischen Spielen
- Deutschland: 0 Spiele
- Kanada: 0 Spiele
- Norwegen: 0 Spiele
- USA: 0 Spiele

## Spiele
Kamerun bestritt bisher drei Spiele bei den Olympischen Spielen, die alle verloren wurden.
Die Kamerunerinnen spielten einmal gegen den Gastgeber, aber nie gegen den späteren Olympiasieger und nie gegen den Titelverteidiger. Alle Spiele sind bisher einmalig und die bisher einzigen gegen diese Gegner.
Kamerun spielte bisher gegen Mannschaften aus drei anderen Konföderationen und dabei auch gegen den Ozeanien- und Südamerikameister, aber nicht gegen den Weltmeister.
Die meisten Spiele bestritten neun Spielerinnen, die in den bisherigen drei Spielen zum Einsatz kamen. Das einzige Tore erzielte Gabrielle Onguéné.
| Nr. | Datum      | Ergebnis | Gegner                 | A/H/* | Austragungsort | Anlass   | Bemerkung                         |
| --- | ---------- | -------- | ---------------------- | ----- | -------------- | -------- | --------------------------------- |
| 1   | 25.07.2012 | 0:5      | Brasilien              | *     | Cardiff (GBR)  | Vorrunde | Erstes Spiel gegen Brasilien      |
| 2   | 28.07.2012 | 0:3      | Vereinigtes Königreich | A     | Cardiff (GBR)  | Vorrunde | Erstes Spiel gegen Großbritannien |
| 3   | 31.07.2012 | 1:3      | Neuseeland             | *     | Coventry (GBR) | Vorrunde | Erstes Spiel gegen Neuseeland     |

Anmerkung: Fett gesetzte Mannschaften waren zum Zeitpunkt des Spiels Kontinentalmeister.

## Rekorde
Alle Niederlagen bei den Olympischen Spielen sind die höchsten gegen diese Gegner.